# Yusuke Goto
Yusuke Goto (後藤 優介, Goto Yusuke), né le 23 avril 1993, est un footballeur japonais.

## Biographie
Goto commence sa carrière professionnelle en 2012 avec le club du Oita Trinita, club de J2 League. Il dispute un total de 163 matchs avec le club. En 2020, il est transféré au Shimizu S-Pulse, club de J1 League.